# صدفة (فلسفة)

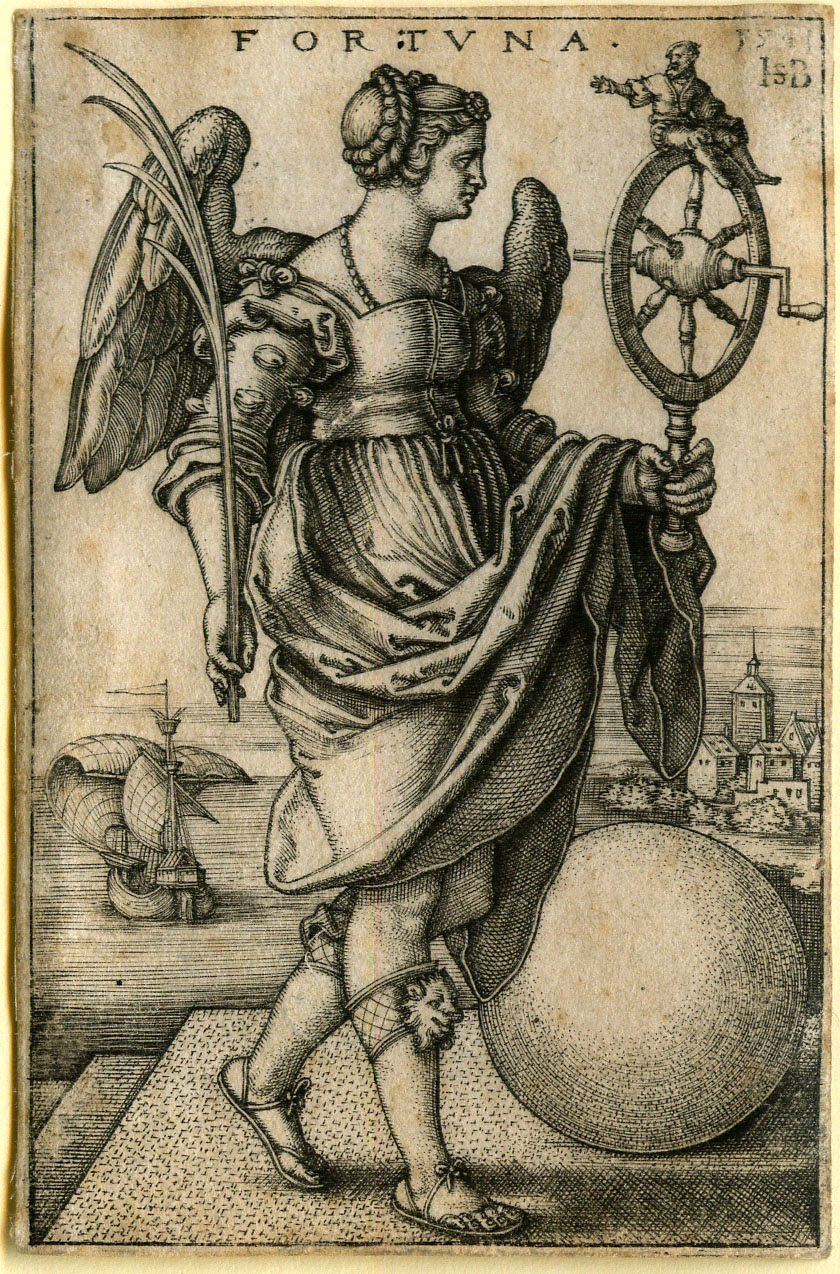

الصدفة هي الحدث الذي يقع بشكل مفاجئ. مثل: الالتقاء بصديق أو قريب في مكان لم يعلم أي منكما بتواجد الآخر به. ويكون غير متوقع. ولا ينبغي الخلط بين الصدفة والقدر. القدر هو حدوث الصدفة بشكل متكرر وغير معقول. في الفلسفة تعني ما هو متميز. أو الحدث الذي يحدث بدون سبب محدد ومعروف، وهكذا تتناقض مع كل نظرية حتمية التي تسند لكل حدث سبب محدد.